# Dead Brothers
Die Dead Brothers sind eine Folk-Band aus Genf. Gegründet 1997 nennen sie sich selbst eine „Begräbnisband“ und verschmelzen Country, Walzer, Blues, Punk, Rockabilly, Chansons und Balkan-Folk. Das Quartett ersetzt den Bass als Instrument durch die Tuba. Sie singen deutsch, aber v. a. englisch und französisch und pflegen skurrile wie theatralische Konzert-Auftritte. Sie spielen viele Eigenkompositionen, aber auch Songs von Hank Williams, The Cramps, Serge Gainsbourg oder Marlene Dietrich.

## Bandgeschichte
Kopf des Quartetts war Alain Croubalian († 2021, vormals Maniacs). Die Dead Brothers haben mehrere Alben veröffentlicht und touren regelmässig durch ganz Europa. Sie haben 2002 für die Schweizer Landesausstellung Expo.02 das Musical Day of the Dead (über den Tod) verfasst sowie die Musik zum Kinofilm Flammend’ Herz von Andrea Schuler und Oliver Ruts über drei alte deutsche Tätowierer. „Unkonventionell ist auch, was die toten Brüder aus Swamp Blues, Country und Zigeunerjazz machen […] und alles ist von lebendigster Moribundheit“.
2006 feierte der Dokumentarfilm Death Is Not the End von M.A. Littler über die Dead Brothers Premiere in Bern.
Im Jahr 2008 taufte Alain Croubalian die Band in Dead Brothers Sweet String Orchestra um, neue Mitglieder waren: Matthias Lincke (Violine, Mandoline), Stefan Baumann (Cello), Patrick Kessler (Kontrabass). Resli Burri (vormals Patent Ochsner) spielte regelmässig mit.
Am 26. März 2010 veröffentlichte die Band das Album The 5th Sin-Phonie, nun wieder unter dem alten Namen Dead Brothers. Als Gast spielte Balts Nill (Schlagzeug, ex-Stiller Has) mit, abgemischt wurde die CD/LP von Michael Ilberg (Tocotronic, Herbert Grönemeyer, The Hives). Das Album umfasst elf Eigenkompositionen sowie Cover-Versionen von Bela Lugosi’s Dead (Bauhaus) und Teenage Kicks (The Undertones): „tieftrauriger Blues, verhalten fröhliche Volksweisen mit Appenzeller Anklängen, lüpfiger Cajun und nachdenkliche Kammermusik gehören jetzt zum Repertoire. Alles viel ruhiger arrangiert als früher, deswegen aber nicht mit weniger Intensität dargebracht.“ „Das Album überzeugt durch die instrumentale Kultiviertheit und durch die Kraft der Aussagen. Ein grosses Album.“, eine US-Kritik nennt es „melancholisch, intensiv, dunkel, unheimlich, schön, wild, poetisch […] ihr Klang gleicht einer Kraft der Natur, wie ein langsam im eisigen Salzwasser des turbulenten Meeres versinkendes Schiffswrack“.

## Theatermusik
Neben Alben, Konzerten und Filmmusik haben die Dead Brothers, bzw. Alain Croubalian, regelmässig Musik für Theaterstücke komponiert (Wilhelm Tell 2003/04 am Schauspielhaus Zürich), und spielten 2005 am Schauspielhaus Basel in der Dreigroschenoper sowie in Orpheus in der Unterwelt im Schlachthaus in Bern.
Am 14. Januar 2012 feiert am Schauspielhaus Zürich Geschichten aus dem Wienerwald von Ödön von Horváth mit der Musik von Alain Croubalian Premiere. Regie führt Karin Henkel. Die Kritiken waren gut: „Unglaublich, was die Musiker um Alain Croubalian mit ihren Instrumenten für einen bis ins Mark greifenden Ohrenschmaus im Schauspielhaus hinlegen. Das allein lohnt schon den Besuch dieser rundum gelungenen ‚Wiener Wald‘-Inszenierung. Der Applaus war entsprechend.“ Weiteres Lob gab es aus Deutschland: „In Zürich sind es die famosen "Dead Brothers" um Alain Croubalian, die in Knochenmännerkostümen einen so morbiden wie kunstvoll sentimentalen, ausgeleierten Soundtrack beisteuern.“.
Weitere Theaterproduktionen sind für 2012 geplant, so die Premiere von Winterzeit Exit, dabei überarbeitet Alain Croubalian im Theater Freiburg Schuberts Liederzyklus Winterreise zur „gothic-country-version“.
Am 11. Januar 2013 feierte im Schauspielhaus Zürich die Produktion "Elektra (Sophokles)" Premiere (Regie: Karin Henkel), Croubalian zeichnet für die Musik verantwortlich. Die Inszenierung erhält ausgezeichnete Kritiken, ebenso die Musik: „Starke Texte, starker Sound“ hiess es, "mit einer Potenzierung der Theatermittel, grosse Gesten, mächtige Bilder, Video, Musik (der Blues von Alain Croubalian)". Es werden "(...) die dichtesten Phasen der Inszenierung atmosphärisch verstärkt vom (...) Croubalian" und „Henkel, (...) und der für die Musik zuständige Alain Croubalian tun alles, um das Unternehmen ja nicht durch eine etwaige Didaktik-Blässe zu bedrohen – ein bisschen Ironie inklusive“.

## Diskografie
- 2000 – Dead Music for Dead People
- 2002 – Day of the Dead
- 2004 – Flammend’ Herz
- 2006 – Wunderkammer
- 2010 – The 5th Sin-Phonie
- 2014 – Black Moose
- 2015 – Leftovers & Rarities
- 2018 – Angst
- 2023 – Death is Forever